# Cratino el Joven
Cratino el Joven fue un comediógrafo de la Antigua Grecia perteneciente a la llamada comedia media, contemporáneo de Platón, del siglo IV a. C. De su obra se conocen únicamente fragmentos, a través de testimonios indirectos, principalmente de Diógenes Laercio y de Ateneo. 
En La pitagorizante y en Tarentinos satirizaba a los pitagóricos. Otros títulos de obras suyas que se conocen son: Los titanes, Terámeno, Ónfale, Quirón, Gigantes y Falso supuesto.